# Linux Mint

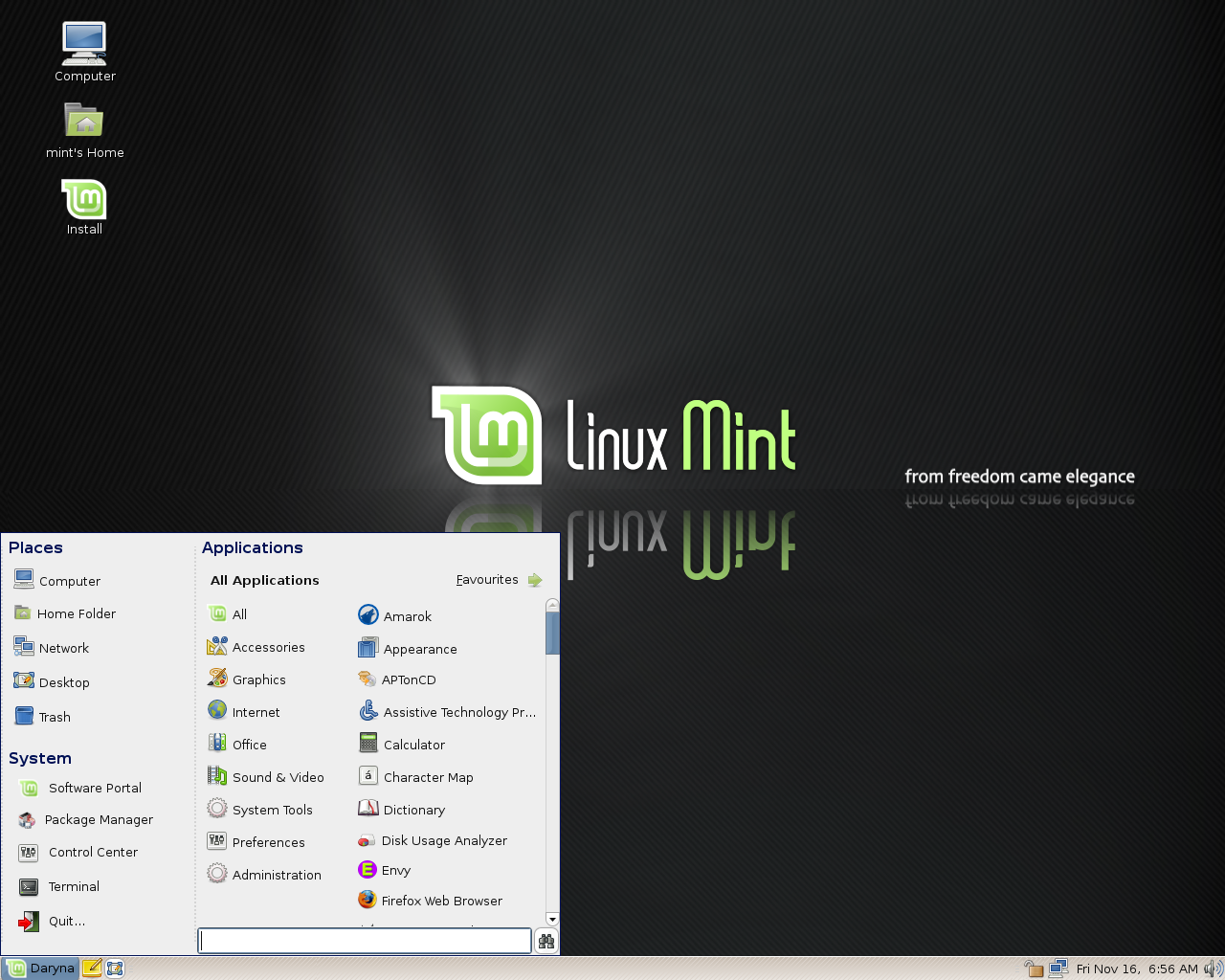
Linux Mint Daryna 4.0 med Gnome.

Linux Mint är ett gratis operativsystem vars syfte är att tillhandahålla en "elegant, uppdaterad och behändig Linuxskrivbordsdistribution", som är enkel att använda, men också kraftfull. Linux Mint är baserad på och kompatibel med Ubuntu eller Debian GNU/Linux. Det finns ett stort fokus på att Linux Mint ska fungera utan ytterligare installationer. Bland annat finns Adobe Flash Player, drivrutiner för trådlösa nätverkskort etcetera installerat redan från början.

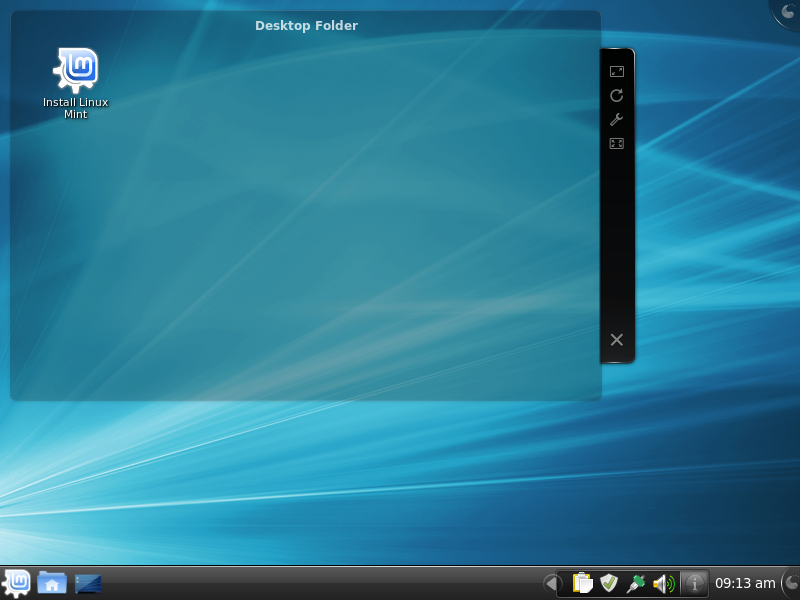
Linux Mint 9 Isadora med KDE.

## Historia
Linux Mint lanserades i sin första version som beta-version 1.0 under 2006, med kodnamn "Ada". Linux Mint hade relativt få användare fram till Linux Mint 3.0 "Cassandra".

## Utgåvor
- Main Edition: Grundversionen av Linux Mint som är i två varianter, ena varianten heter "Cinnamon Edition". Grundversionen har multimediacodecs förinstallerat, hela grundversionen inklusive tilläggen får plats på en dvd-skiva. Den skapades för att tillfredsställa både professionella och vanliga datoranvändare.

- Universal Edition: Denna version av Linux Mint saknar många av de codecs som inte är gratis i alla delar av världen. Den skapades således för dem som bor i de delar i världen där det är olagligt att fritt använda eller dela med sig av vissa codecs.

- X64 Edition: Denna version är optimerad för att fungera med 64-bitars processorer.

- KDE Community Edition: Denna version är identisk till Main Edition bortsett från att den använder skrivbordsmiljön KDE.

- Xfce Community Edition: Denna version är identisk till Main Edition bortsett från att den använder skrivbordsmiljön Xfce. Denna version kräver inte lika mycket av datorns hårdvara som de andra utgåvorna.

- Fluxbox community edition: Denna version är identisk till Main Edition bortsett från att den använder skrivbordsmiljön Fluxbox. Denna version kräver inte lika mycket av datorns hårdvara som de andra utgåvorna.

- LXDE Edition: Denna version använder LXDE som fönsterhanterare och LXDM som filhanterare. Både LXDE och LXDM är mindre och snabbare än motsvarigheterna i Main Edition.

- Linux Mint Debian Edition (LMDE): Denna version baseras på Debian och har en rullande Debianbas. I vissa avseenden är LMDE inte lika användarvänlig som de andra utgåvorna.

## Jämförelse med Ubuntu
Linux Mint är grundat i Ubuntu eller Debian vilket gör att systemen ser mycket lika ut i sin mjukvara. De flesta av skillnaderna märks mest i utseendet. Ubuntu använder från och med 11.04 det grafiska skalet Unity medan Linux Mint sedan länge har Gnome 2 i kombination med en egenutvecklad meny (MintMenu). Mint har dessutom ytterligare ett antal egenutvecklade applikationer som skapats för att förhöja användarvänligheten. MintDesktop tillåter exempelvis större möjligheter till anpassning av Gnome samt ett mer behändigt sätt att utforska fönster och nätverk med mera. MintWifi gör det lättare att konfigurera trådlösa kort utan internetuppkoppling. Varje ny användare möts av ett välkomstfönster med länkar till Linux Mints hemsida, användarmanual och community.
En del förändringar av systemet har gjort Linux Mint aningen snabbare än Ubuntu, exempelvis är stöd för IPv6 avstängt i Linux Mint.
Ubuntu stödjer också PPC- och x64-arkitektur medan Linux Mint bara stöder x86 och x64. Ubuntu tillhandahåller också serverinstallationer samt en alternativ textbaserad installation som inte kommer med i Linux Mint. Proprietära multimediacodecs är förinstallerade i Linux Mint vilket de inte är i Ubuntu. Adobe Flash Player är installerat från början där man samtidigt har accepterat ett avtal att inte utveckla en konkurrerande flash-spelare.

## Lanseringar (huvudutgåva)
| Version |  | Kodnamn   | Baserad på   | APT-bas      | Lanseringsdatum                       |
| ------- |  | --------- | ------------ | ------------ | ------------------------------------- |
| 1.0     |  | Ada       | Kubuntu 6.06 | Kubuntu 6.06 | 27 augusti 2006                       |
| 2.0     |  | Barbara   | Ubuntu 6.10  | Ubuntu 6.10  | 13 november 2006                      |
| 2.1     |  | Bea       | Ubuntu 6.10  | Ubuntu 6.10  | 20 december 2006                      |
| 2.2     |  | Bianca    | Ubuntu 6.10  | Ubuntu 6.10  | 20 februari 2007                      |
| 3.0     |  | Cassandra | Bianca 2.2   | Ubuntu 7.04  | 30 maj 2007                           |
| 3.1     |  | Celena    | Bianca 2.2   | Ubuntu 7.04  | 24 september 2007                     |
| 4.0     |  | Daryna    | Celena 3.1   | Ubuntu 7.10  | 15 oktober 2007                       |
| 5       |  | Elyssa    | Daryna 4.0   | Ubuntu 8.04  | 8 juni 2008                           |
| 6       |  | Felicia   | Ubuntu 8.10  | Ubuntu 8.10  | 15 december 2008                      |
| 7       |  | Gloria    | Ubuntu 9.04  | Ubuntu 9.04  | 26 maj 2009                           |
| 8       |  | Helena    | Ubuntu 9.10  | Ubuntu 9.10  | 28 november 2009                      |
| 9       |  | Isadora   | Ubuntu 10.04 | Ubuntu 10.04 | 18 maj 2010                           |
| 10      |  | Julia     | Ubuntu 10.10 | Ubuntu 10.10 | 12 november 2010                      |
| 11      |  | Katya     | Ubuntu 11.04 | Ubuntu 11.04 | 26 maj 2011                           |
| 12      |  | Lisa      | Ubuntu 11.10 | Ubuntu 11.10 | 26 november 2011                      |
| 13      |  | Maya      | Ubuntu 12.04 | Ubuntu 12.04 | 21 juli 2012                          |
| 14      |  | Nadia     | Ubuntu 12.10 | Ubuntu 12.10 | 20 november 2012                      |
| 15      |  | Olivia    | Ubuntu 13.04 | Ubuntu 13.04 | 29 maj 2013                           |
| 16      |  | Petra     | Ubuntu 13.10 | Ubuntu 13.10 | 30 november 2013                      |
| 17      |  | Qiana     | Ubuntu 14.04 | Ubuntu 14.04 | 31 maj 2014, v2 "respin" 29 juni 2014 |
| 18      |  | Sarah     | Ubuntu 16.04 | Ubuntu 16.04 | 30 juni 2016                          |
| 19      |  | Tara      | Ubuntu 18.04 | Ubuntu 18.04 | 29 juni 2018                          |
| 20      |  | Ulyana    | Ubuntu 20.04 | Ubuntu 20.04 | 27 juni 2020                          |